# Bethlehem (Geòrgia)
Bethlehem és una població dels Estats Units a l'estat de Geòrgia. Segons el cens del 2000 tenia 716 habitants.

## Demografia
Segons el cens del 2000, Bethlehem tenia 716 habitants, 254 habitatges, i 199 famílies. La densitat de població era de 128 habitants per km².
Dels 254 habitatges en un 40,6% hi vivien nens de menys de 18 anys, en un 69,7% hi vivien parelles casades, en un 5,9% dones solteres, i en un 21,3% no eren unitats familiars. En el 18,9% dels habitatges hi vivien persones soles l'11% de les quals corresponia a persones de 65 anys o més que vivien soles. El nombre mitjà de persones vivint en cada habitatge era de 2,82 i el nombre mitjà de persones que vivien en cada família era de 3,19.
Per edats la població es repartia de la següent manera: un 29,2% tenia menys de 18 anys, un 8,4% entre 18 i 24, un 35,2% entre 25 i 44, un 17,5% de 45 a 60 i un 9,8% 65 anys o més.
L'edat mediana era de 31 anys. Per cada 100 dones de 18 o més anys hi havia 99,6 homes.
La renda mediana per habitatge era de 47.500 $ i la renda mediana per família de 50.625 $. Els homes tenien una renda mediana de 35.714 $ mentre que les dones 25.163 $. La renda per capita de la població era de 17.214 $. Entorn del 4,4% de les famílies i el 6,7% de la població estaven per davall del llindar de pobresa.

## Poblacions més properes
El següent diagrama mostra les poblacions més properes.